# Казе Конфорти (Салерно)
Казе Конфорти је насеље у Италији у округу Салерно, региону Кампанија.
Према процени из 2011. у насељу је живело 45 становника. Насеље се налази на надморској висини од 96 м.